# Oreneta de peus clars
L'oreneta de peus clars (Orochelidon flavipes) és una espècie d'ocell de la família dels hirundínids (Hirundinidae). Es troba a Bolívia, Colòmbia, Equador, Perú i Veneçuela. El seu hàbitat natural principal són els boscos tropicals i subtropicals de frondoses humits de l'estatge montà. El seu estat de conservació es considera de risc mínim.